# Hydroporus palustris
Hydroporus palustris es una especie de escarabajo del género Hydroporus, familia Dytiscidae. Fue descrita científicamente por Linnaeus en 1761.
Esta especie se encuentra en Europa y Asia del Norte (excepto China). En Europa, en Andorra, Austria, Bielorrusia, Bélgica, Bosnia y Herzegovina, Bulgaria, Córcega, Croacia, República Checa, Dinamarca continental, Estonia, Islas Feroe, Finlandia, Francia continental, Alemania, Grecia continental, Hungría, Italia continental, Irlanda, Kaliningrado, Letonia, Liechtenstein, Lituania, Luxemburgo, Macedonia del Norte, Noruega continental, Polonia, Rusia, Cerdeña, Sicilia, Eslovaquia, Eslovenia, España continental, Suecia, Suiza, Países Bajos, Ucrania, Yugoslavia. También en los Estados Unidos.